# Trimetopon
Trimetopon är ett släkte av ormar som ingår i familjen snokar. Släktet tillhör underfamiljen Dipsadinae som ibland listas som familj.
Vuxna exemplar är med en längd mindre än 75 cm små ormar. De förekommer i Centralamerika. Individerna lever främst i regnskogar. Det är nästan inget känt om arternas levnadssätt. Honor lägger ägg.
Arter enligt Catalogue of Life och The Reptile Database:
- Trimetopon barbouri
- Trimetopon gracile
- Trimetopon pliolepis
- Trimetopon simile
- Trimetopon slevini
- Trimetopon viquezi